# Capanna Cornavòsa
La capanna Cornavòsa è un rifugio alpino situato nel comune di Verzasca, nel Canton Ticino, nella val Pincascia, nelle Alpi Lepontine a 1.991 m s.l.m.

## Storia
Fu inaugurata il 7 agosto 2010.

## Caratteristiche e informazioni
È un alpeggio di 7 cascine in disuso, una grande, e 6 piccole. La cascina più grande contiene piani di cottura sia a legna che a gas, completi di utensili di cucina, un refettorio di 40 posti, e un dormitorio di 12 posti letto. Nelle altre più piccole vi sono: in una un dormitorio di 12 posti, in un'altra ci sono i servizi igienici e l'acqua, in una c'è un forno a legna, in un'altra un ripostiglio, e in un'altra un piccolo museo. Il riscaldamento è a legna. L'illuminazione è prodotta da pannelli solari.

## Accessi
- Lavertezzo 536 m - Lavertezzo è raggiungibile anche con i mezzi pubblici. - Tempo di percorrenza: 4,30 ore. - Dislivello: 1.450 metri - Difficoltà: T2

## Ascensioni
- Cima di Precastello (2.359 m) (solo esperti) - Tempo di percorrenza: 1,30 ore. - Dislivello: 200 metri - Difficoltà: T4.

## Traversate
- Capanna Fümegna 1 ora
- Capanna Alpe d'Alva 4 ore
- Capanna Borgna 5 ore
- Capanna Efra 5 ore
- Capanna Alpe di Lèis 5,30 ore